# Дубенський район (1939—2020)
Ду́бенський райо́н — колишній район на півдні Рівненської області України. Центр — місто Дубно. Площа району становить 3,3 тис. км². Населення — 136,5 тис. мешканців (2012). Через район проходять залізничні лінії Красне—Здолбунів, Дубно—Кременець, Озеряни—Мізоч і автошляхи європейського значення Чернівці—Тернопіль—Дубно—Луцьк—Берестя (Білорусь) (E85) і Київ—Житомир—Рівне—Дубно—Львів (E40).

## Географія
Межував на півночі з Млинівським, на північному сході з Рівненським, на сході зі Здолбунівським районами Рівненської області, на півдні з Тернопільською областю (Кременецький і Шумський райони), на заході з Демидівським і Радивилівським районами, у центрі з Дубенською міськрадою Рівненської області.
Територією району течуть річки Замишівка, Збитинка, Іква, Іловиця, Розинка, Людомирка, Стубла, Тартачка та інші.

### Природно-заповідний фонд
Ботанічні заказники:
- Квітуча гора, Урочище «Бережани»

Геологічні заказники:
- Мізоцький кряж (частково)

Гідрологічні заказники:
- Заплава річки Іква, Урочище «Верба», Урочище «Стрілки», Урочище «Студянка»

Ентомологічні заказники:
- Клинцівський, Нараївський, Озерянський, Ясинівський

Ботанічні пам'ятки природи:
- Дуб графині Шувалової, Дуб Діонісія Міклера, Дуб пана Василя, Лиса гора

Зоологічні пам'ятки природи:
- Урочище «Олександрівка» (загальнодержавного значення)

Заповідні урочища:
- Бірок, Ділянка лісу, Дубові насадження, Олександрівка

## Історія
Археологічні знахідки свідчать, що територія краю була заселена людьми з давніх часів. У селі Липа археологи виявили пізньопалеолітичні стоянки, два давньоруських поселення, древній курган. Біля села Івання наукова експедиція доктора історичних наук І. Свєшнікова виявила поховання одного з племен культури кулястих амфор — складену з великих брил гробницю. У ній знаходилися два чоловічі кістяки, три кулясті амфори, дві миски і бурштинова прикраса-амулет. Поселення культури Вербковіце — Костянець, давньоруське городище, давньоруський курганний могильник знайдені у селі Листвин.
У XII столітті територія краю входила до складу Київської Русі, а згодом до Галицько-Волинського князівства. У 1340 році територію Волині загарбала Литва, а у 1569 році, внаслідок Люблінської унії, Волинь відійшла до шляхетської Польщі.
Між селами Плоска і Семидуби у 1651 році під час визвольної війни українського народу під проводом Б. Хмельницького відбувся запеклий бій козаків та місцевих селян з польсько-шляхетськими військами. За правилами козацько-військового мистецтва оборону займали, виставляючи вози чотирикутником, робили насип.
Жителі села Варковичі брали активну участь у визвольній боротьбі під проводом Богдана Хмельницького. Так, восени 1654 року між Варковичами та Криловом розташувався козацький загін. Саме звідси гетьман 15 вересня пише листа російському царю Олексію про зв'язки свої з воєводою Бутурліним і про те, що «указу від царя чекає» щодо «оборони міст наших». На початку XVIII століття господарем села Варковичі був пан Лядуховський. Він дуже боявся доведених до відчаю кріпаків, тому у 1725 році шляхтич споруджує в селі кам'яний замок. Будинок був двоповерховий, в ньому нараховувалося понад 50 кімнат.
Цього ж 1725 року король видав Варковичам, де було вже 98 дворів і проживало 870 жителів, привілей на право називатися містечком. У 1729 році Лядуховський зводить у містечку костел бернардинів. Усередині XIX століття у Варковичах відкрито церковноприходську школу. Працювала у містечку також музична школа, однокласне училище.
У селі Мильчі на початку XVII століття був заснований монастир Різдва Богородиці. Про існування у Мильчі монастиря протягом 230 років зараз свідчить кількаметровий межовий стовп на узвишші пагорба на околиці с. Пирятин.
У роки радянсько-польської війни шляхами Дубенщини проходили полки І Кінної Армії під командуванням С.Будьонного та К.Ворошилова, комбрига 11 кавалерійської дивізії С.Патолічева, який похований в с. Мирогоща.
Указом Президії Верховної Ради Української РСР від 1 січня 1940 року в Ровенській області утворюються 30 районів, серед них — Дубенський. Підчас Другої світової війни входив до Дубенської округи генеральної округи Волинь-Поділля Райхскомісаріату Україна.
Під час Німецько-радянської війни у небі над селом Загорці здійснив повітряний таран лейтенант І. І. Іванов. У районі Дубно-Радивилів-Берестечко у червні 1941 року відбулась найбільша танкова битва першого періоду війни, було на тиждень затримано просування углиб країни фашистської танкової армії генерала Кляйста. Біля села Птича здійснив танковий таран Герой Радянського Союзу лейтенант О. Фролов. Центром боротьби УПА в Дубенському районі було село Майдан.
У 1950 році почалася нова кампанія з виключення з колгоспів «бандпособницьких» родин, станом на 20 червня 1950 року в Дубенському районі було виключено 39 родин (такі виключені родини надалі підлягали виселенню за межі УРСР).

## Адміністративний устрій
У районі 1 селищна, 4 сільських громади та 14 сільських рад; 1 селище міського типу і 103 села.

## Економіка
Територія району становить 1201 км², або 6 % — від території області. Під сільськогосподарськими угіддями зайнято 793,7 км², що становить 66 % площі району, 293,6 км² або 24,4 % площі займають ліси. 1794 га земель Дубенщини зайнято річками, струмками, ставками, озерами. До складу району входить 103 населених пункти, де діє 24 органи місцевого самоврядування 23 сільські і Смизька селищна ради, нараховується 17996 дворів.
Економічний спектр району складають малі приватні підприємства, товариства з обмеженою відповідальністю, акціонерні товариства, підприємства побуту та 4 спільних підприємства: 2 з них українсько-німецькі «Смига-Комфорт-Інтернаціональ» та «Буща» (виробництво меблів), 1 українсько-французьке «Українсько-французька асоціація» (виготовлення товарів народного споживання з відходів деревини), 1 польсько-українське «Еко-брикет» (виготовлення брикету з відходів деревини). Економічний потенціал району визначають деревообробна, паливна і харчова галузі.

## Транспорт

### Магістральні шляхи
Територією Дубенського району проходять дві дороги державного значення: E85 (Доманове-Ковель-Чернівці-Мамалига (протяжністю 40 км від 198 км + 569 м до 239 км + 541 м, IV технічної категорії, покриття проїзної частини асфальтобетонне шириною 7,5 м, узбіччя по 2,0 м, експлуатаційний стан задовільний, повздовж траси на території нашого району розташовано 4 АЗС, 4 придорожніх кафе, стоянки TIR відсутні) та E40 (Київ-Чоп) (протяжністю 50 км від 352 км + 900 м до 402 км + 500 м, проводяться роботи по переведенню дороги з IV технічної категорії на І технічну категорію, покриття проїзної частини асфальтобетонне шириною 7,5 м та 15 м, експлуатаційний стан задовільний, повздовж траси на території району розташовано 5 АЗС, 8 придорожніх кафе, 2 станції технічного обслуговування, стоянок TIR немає.

### Залізниці
Протяжність залізничної колії по Дубенському району становить 50 кілометрів. На території району розташовані 5 станцій, а саме: Озеряни, Дубно, Кам'яниця-Волинська, Верба, Смига та 7 зупинних пунктів: Ульбарів, Квітневе, Заруддя, Мокрів, Мирогоща, Птича, Підлужжя. За добу залізничною колією проходять 10 електропотягів із зупинками на всіх станціях і пунктах та 10 пасажирських потягів, із яких всі зупиняються на станції Дубно, 4 зупиняються на станції Верба та 2 на станції Озеряни. Станція Смига приміського сполучення немає.

### Місцеві автошляхи
По території Дубенського району проходить 37 місцевих доріг загального користування протяжністю 347 км. Експлуатаційний стан доріг за останні роки значно погіршився і не відповідає вимогам норм, правил та стандартів щодо забезпечення безпеки дорожнього руху. Регулярним автобусним сполученням охоплені 97,3 % населених пункти району. Пасажирські перевезення у районі здійснює ВАТ «Дубенське АТП» 15606 та 26 перевізників. Мережа автобусних сполучень ВАТ «АТП 15606» включає 24 приміських, 11 міжміських маршрутів загальною довжиною понад 10,5 тис. км, на яких автобуси щоденно виконують близько 138 рейсів і перевозять понад 8,0 тис. пасажирів. Найгостріші проблеми: відсутність фінансування на поточний ремонт та експлуатаційне утримання автомобільних доріг, високі ринкові ціни на паливно-мастильні матеріали та запчастини, відсутність коштів на оновлення рухомого складу.

## Населення
На кінець 1945 року з Польщі до Дубенського району за планом мали переселити 1920 осіб.

### Вікова і статева структура
Розподіл населення за віком та статтю (2001):
| Стать | Всього | До 15 років | 15-24 | 25-44 | 45-64 | 65-85 | Понад 85 |
| --- | ------ | ----------- | ----- | ----- | ----- | ----- | -------- |
| Чоловіки | 22 914 | 4805        | 3548  | 6578  | 4960  | 2884  | 139      |
| Жінки | 25 782 | 4481        | 3096  | 6225  | 5936  | 5586  | 458      |
| \| Статево-вікова піраміда \| Статево-вікова піраміда \| Статево-вікова піраміда \| \| ----------------------- \| ----------------------- \| ----------------------- \| \| Чоловіки \| Вік \| Жінки \| \| 139 \| 85 + \| 458 \| \| 232 \| 80-84 \| 680 \| \| 485 \| 75-79 \| 1291 \| \| 918 \| 70-74 \| 1668 \| \| 1249 \| 65-69 \| 1947 \| \| 1245 \| 60-64 \| 1757 \| \| 1014 \| 55-59 \| 1321 \| \| 1359 \| 50-54 \| 1472 \| \| 1342 \| 45-49 \| 1386 \| \| 1754 \| 40-44 \| 1723 \| \| 1491 \| 35-39 \| 1412 \| \| 1694 \| 30-34 \| 1509 \| \| 1639 \| 25-29 \| 1581 \| \| 1547 \| 20-24 \| 1538 \| \| 2001 \| 15-20 \| 1558 \| \| 1780 \| 10-14 \| 1666 \| \| 1630 \| 5-9 \| 1554 \| \| 1395 \| 0-4 \| 1261 \| |        |             |       |       |       |       |          |
| Статево-вікова піраміда |        |             |       |       |       |       |          |
| Чоловіки | Вік    | Жінки       |       |       |       |       |          |
| 139 | 85 +   | 458         |       |       |       |       |          |
| 232 | 80-84  | 680         |       |       |       |       |          |
| 485 | 75-79  | 1291        |       |       |       |       |          |
| 918 | 70-74  | 1668        |       |       |       |       |          |
| 1249 | 65-69  | 1947        |       |       |       |       |          |
| 1245 | 60-64  | 1757        |       |       |       |       |          |
| 1014 | 55-59  | 1321        |       |       |       |       |          |
| 1359 | 50-54  | 1472        |       |       |       |       |          |
| 1342 | 45-49  | 1386        |       |       |       |       |          |
| 1754 | 40-44  | 1723        |       |       |       |       |          |
| 1491 | 35-39  | 1412        |       |       |       |       |          |
| 1694 | 30-34  | 1509        |       |       |       |       |          |
| 1639 | 25-29  | 1581        |       |       |       |       |          |
| 1547 | 20-24  | 1538        |       |       |       |       |          |
| 2001 | 15-20  | 1558        |       |       |       |       |          |
| 1780 | 10-14  | 1666        |       |       |       |       |          |
| 1630 | 5-9    | 1554        |       |       |       |       |          |
| 1395 | 0-4    | 1261        |       |       |       |       |          |

## Політика
25 травня 2014 року відбулися Президентські вибори України. У межах Дубенського району було створено 68 виборчих дільниць. Явка на виборах складала — 73,84 % (проголосували 25 544 із 34 596 виборців). Найбільшу кількість голосів отримав Петро Порошенко — 47,47 % (12 127 виборців); Юлія Тимошенко — 21,02 % (5 369 виборців), Олег Ляшко — 14,84 % (3 791 виборців), Анатолій Гриценко — 6,79 % (1 734 виборців). Решта кандидатів набрали меншу кількість голосів. Кількість недійсних або зіпсованих бюлетенів — 0,93 %.

## Освіта і наука
У районі діє 60 загальноосвітніх навчальних закладів, в яких навчається 6373 учні. Дітей дошкільного віку обслуговують 9 дошкільних закладів. Працює 865 вчителів. Для обдарованих дітей призначені Варковицька гімназія та Семидубський сільськогосподарський ліцей — навчальні заклади нового типу. Студінська школа бере участь у Всеукраїнському експерименті «Школа — родина». Мирогощанський аграрний коледж (у минулому Мирогощанський сільськогосподарський технікум) за час свого існування підготував понад 18,5 тисяч спеціалістів.

## Культура
До послуг населення 61 клуб і будинки культури, 42 бібліотеки, 2 школи естетичного виховання, 16 колективів художньої самодіяльності носять звання «Народний аматорський колектив». Зразковий духовий оркестр ВАТ «Смига» Дубенської районної державної адміністрації (керівник Заслужений працівник культури України Василь Гайдайчук) двічі представляв Рівненщину на звітному концерті в столичному Палаці культури «Україна».
З успіхом виступав на столичній сцені народний аматорський хор Мирогощанського аграрного коледжу (керівник Заслужений працівник культури України Олег Кривенчук) та хор ветеранів війни, праці і Збройних Сил, який понад 20 років очолює його засновник Заслужений працівник культури України Анатолій Войцехівський.

## Релігія
У лютому 2000 року на Дубенщині було започатковано проведення Свята духовної музики, присвячене 2000-літтю Різдва Христового, яке з участю найкращих хорових колективів району та місцевого духовенства проходить щорічно.
Діє 63 церкви, в тому числі 31 церков ПЦУ, 32 — УПЦ (МП), 11 общин Християн віри Євангельської (п'ятидесятники) та 9 общин Євангельських християн-баптистів.
Поблизу сіл Тростянець і Залужжя знаходиться Свята гора «Іспряча» або Божа гора, яка в минулі віки була відома на Волині своєю чудодійністю. Зараз там є церква, каплиця на місці каменю з відбитком стопи Матері Божої.
Місцем паломництва стало джерело Святої Анни в селі Онишківці. Віруючі та хворі люди з різних регіонів України і ближнього зарубіжжя прибувають сюди в різні пори року.

## Персоналії
- Микола Пшеничний
- Микола Тимчак
- Любов Пшенична

### Побували на Дубенщині
- Герасим та Мелетій Смотрицькі
- Іван Вишенський
- Богдан Хмельницький
- Григорій Сковорода
- Тарас Шевченко
- Леся Українка

### Уродженці Дубенського району
Дані з категорії Вікіпедії
- Анджейовський Антон Лукіянович
- Возницький Борис Григорович
- Волошин Ростислав
- Дещинський Леонтій Євгенович
- Дудко Леонід Іванович
- Антоній Мальчевський
- Кароль Недзялковський
- Пшеничний Микола Іванович
- Рачинець Сергій Порфирович
- Тхор Василь Іванович
- Шандрук Олег Миколайович
- Галета Василь Федорович

## Пам'ятки
У Дубенському районі Рівненської області нараховується 46 пам'яток історії.